# ستاره دوتایی

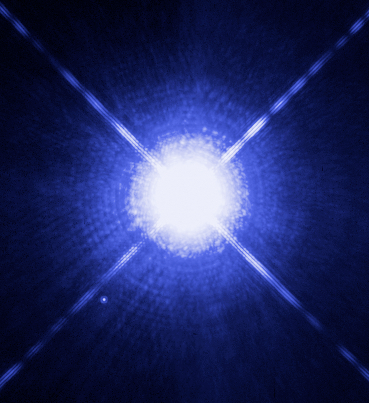
تصویر تلسکوپ فضایی هابل از ستارهٔ شعرای یمانی و ندیم آن. ستارهٔ شعرای یمانی A که درخشان‌ترین ستارهٔ آسمان شب شناخته می‌شود. در وسط تصویر دیده می‌شود. ستارهٔ ندیم آن، شعرای یمانی B نیز به صورت نقطه ای بسیار کوچک در سمت چپ و پایین تصویر آمده. شعرای یمانی در فاصلهٔ ۸/۶ سال نوری از زمین واقع شده است. و پنجمین ستارهٔ نزدیک به زمین محسوب می‌شود.

ستارهٔ دوتایی (به انگلیسی: binary star) یک سامانهٔ ستاره‌ای است که در آن دو ستاره به دور مرکز سنگینی سراسری مشترک میان خود گردش می‌کنند. سامانه‌های دارای بیش از دو ستاره را سامانه‌های چند ستاره‌ای می‌نامند. به ستارهٔ دیگر ستارهٔ ندیم یا ستارهٔ همدم نیز گفته می‌شود. بررسی‌های جدید نشان می‌دهند که درصد زیادی از ستارگان بخشی از یک سامانهٔ حداقل دو ستاره‌ای هستند. ستارگان دوتایی در اخترفیزیک بسیار مهم هستند زیرا ویژگی‌های مدار آن‌ها جرم و چگالی آن ستارگان را برای اخترشناسان مشخص می‌کند. جرم بسیاری از ستارگان تکی نیز از روی برون‌یابی جرم ستارگان دوتایی به‌دست می‌آید.
ستارگان دوتایی واقعی با ستارگان دوتایی نوری یکی نیستند، تفاوت آن‌ها در این است که ستارگان دوتایی نوری از زمین و از دیدگاه ما با چشم غیر مسلح نزدیک به یکدیگر یا گاهی به صورت یک ستاره دیده می‌شوند ولی آن‌ها هیچ اثر گرانشی بر یکدیگر ندارند و فقط در راستای دید ناظر اینگونه دیده می‌شوند. ستارگان دوتایی از روی طیف‌سنجی هم شناخته می‌شوند. اگر مدار حرکت این ستارگان در راستای دید زمین باشد به آن‌ها دوتایی گرفتی می‌گویند و هویت آن‌ها از راه بهره‌وری از پدیدهٔ گرفت تشخیص داده خواهدشد.
ستاره‌های دوتایی گاهی می‌توانند بین یکدیگر جرم تبادل کنند و تکامل یابند. از معروف‌ترین ستارگان دوتایی می‌توان به الغول (ستارهٔ دوتایی گرفتی)، شباهنگ و ماکیان ایکس یک (که ندیم کوچکتر قویترین احتمال سیاهچاله است) اشاره کرد.

## اصطلاحات
لفظ ستاره دوتایی از سال ۱۸۰۲ توسط سر ویلیام هرشل به کار رفت، در تعریف او آمده است: «یک ستاره دوتایی واقعی- متشکل از دو ستاره است به طوری که به یکدیگر را جذب می‌کنند». دو ستاره نزدیک به هم به‌طور تصادفی ستاره دوتایی نوری نام می‌گیرند، مشهورترین ستاره دوتایی نوری ستاره زتا خرس بزرگ است که در صورت فلکی خرس بزرگ قرار دارد. دوتایی‌های غیر واقعی را دوتایی نوری می‌گویند. با اختراع تلسکوپ ستارگان دوتایی بیشتری کشف شدند. هرشل، در ۱۷۸۰ میلادی، ۷۰۰ سامانه دوتایی، و حدود ۵۰ سامانه که به نظرش بیشتر از دو ستاره دارند ثبت نمود.
یک سامانه دوتایی واقعی، دو ستاره است که جاذبه گرانشی دارند. وقتی دو ستاره تفکیک می‌شوند که با بالابردن دقت تلسکوپ‌ها به اندازه کافی (در صورت لزوم از روش‌های اینترفرمتریک استفاده می‌شود) دو ستاره کاملاً مجزا دیده شوند که به آن‌ها دوتایی مرئی می‌گویند. نشان بروز دیگر تغییر طول موج بر اثر پدیده دوپلر است؛ که به این نوع ستارگان دوتایی دوتایی طیفی گفته می‌شود در این ستاره‌ها خطوط طیفی بر اساس حرکت به سمت زمین یا مخالف آن به سمت ترتیب به آبی و قرمز حرکت می‌کنند، اگر خطوط به سمت آبی و سپس به سمت قرمز میل کنند نشان دهنده این است که این ستاره به دور مرکز ثقلی حرکت می‌کند، البته به شرط اینکه با دوره منظمی این اتفاق بیفتد اگر مدار آن‌ها بسیار نزدیک به خط دید ما باشد، قدر ستاره به‌طور منظمی کاهش و افزایش می‌یابد (البته با ستاره متغیر متفاوت است) که به آن‌ها دوتایی گرفتی می‌گویند، بهترین مثال آن ستاره الغول است.
ستارگان دوتایی که هم مرئی و هم طیفی باشند، نادر هستند، و اگر یافت شوند اطلاعات مفیدی را در اختیار ستاره‌شناسان قرار می‌دهند چون ستارگان دوتایی بصری غالباً جدایی بزرگی در حالت واقعی دارند و دوره‌هایشان بین ده‌ها تا قرن‌هاست؛ ستارگان دوتایی که در مدار کوچکتری دارند، ستارگان دوتایی طیفی می‌شوند. به عبارت دیگر ستارگان دوتایی طیفی در مدار خود بسیار سریع حرکت می‌کنند زیرا مدار کوچکتری دارند بنابراین ستارگان دوتایی که هم طیفی باشند و هم مرئی باید بسیار به زمین نزدیک باشند تا دیده شوند.
اخترشناسان نوعی ستاره دوتایی کشف کرده‌اند که به آن دوتایی نجوم‌سنجی می‌گویند این گونه ستارگان به ظاهر حول یک منطقه خالی چرخش می‌کنند که با بررسی بیشتر جرم زیادی در آن منطقه پیدا می‌شود که نامرئی است مانند سیاه‌چاله، ستاره نوترونی و… بعضی از دوتایی‌های طیفی فقط یک خطوط طیفی متحرک دارند. بررسی بیشتر در طول موج پرتو ایکس در بعضی از این گروه ستارگان منبع بزرگی از پرتو ایکس در مرکز جرم را نشان می‌دهد. بهترین مثال آن ماکیان ایکس یک است، از روی جرم یافت شده که نه برابر جرم خورشید است و از روی حد تولمن-اوپنهایمر-ولکف (حداکثر مقدار جرم یک ستاره نوترونی از این مقدار کمتر است). این مرکز جرم بزرگ‌ترین نامزد برای سیاهچاله است.

## رده‌بندی

### بر اساس روش‌های رصد
ستارگان دوتایی از لحاظ روش‌های رصد به چهار گروه تقسیم می‌شوند. ستارگان دوتایی می‌توانند در چند گروه نیز جای بگیرند اما این موضوع نادر است.

#### دوتایی مرئی
یک دوتایی مرئی مجموعه‌ای از دو ستاره است که مدارشان با راستای دید ما زاویه قابل توجه می‌سازد برای پیدا کردن این گونه ستارگان باید از تلسکوپ با قدرت تفکیک کافی استفاده کرد و هرچه دهانه تلسکوپ بزرگتر باشد قدرت تفکیک دو ستاره از هم بالا می‌رود.
به ستارهٔ درخشان‌تر در ستارهٔ دوتایی مرئی ستارهٔ اولیه(یا اصلی) و به ستارهٔ کم‌نورتر ستارهٔ ثانویه(یا همدم) گفته می‌شود. اگر دو ستاره قدر ظاهری یکسان داشته باشند به ستاره‌ای اصلی گفته می‌شود که زودتر کشف شده باشد.

#### دوتایی طیفی
گاهی، تنها گواه دوتایی بودن یک ستاره با بررسی اثر داپلر بر روی نور ساطع شده از آن‌است. در چنین موردی، اگر ستارهٔ دوتایی متشکل از یک جفت ستاره باشد در آن از خطوط طیفی در نور ساطع شده از هر ستاره، نخست به سمت آبی کشانده می‌شود، و پس از آن، به سمت رنگ قرمز متمایل می‌شود، که همان حرکت به سوی ما، و سپس دور شدن از ما، در طول حرکت خود به دور مرکز سنگینی سراسری مشترک خود، در طول دور زدن مدار خویش است.

#### دوتایی گرفتی

یک دوتایی گرفتی، همراه با نمودار تغییرات قدر ظاهری.

یک دوتایی گرفتی دو ستاره است که مدار آن‌ها بسیار نزدیک به راستای دید ناظر باشد در این صورت در طول دوره دو بار گرفت رخ خواهد داد. حال اگر دوتایی گرفتی طیفی هم باشد و اختلاف‌منظر سامانه نیز در دست باشد، چنین سامانه‌ای برای تجزیه وتحلیل اخترشناسی بسیار پرارزش خواهد بود.الغول بهترین نمونهٔ تاکنون شناخته شدهٔ دوتایی گرفتی‌است.
در دههٔ گذشته، اندازه‌گیری پارامترهای اساسی دوتایی‌های گرفتی فراکهکشانی با تلسکوپ‌های سری ۸ متری امکان‌پذیر شده است. این امکان باعث شده که از آن‌ها برای به‌طور مستقیم اندازه‌گیری فاصلهٔ کهکشان‌های دور، به صورت بسیار دقیق تر استفاده شود، روشی که از به‌کارگیری شمع استاندارد بسیار دقیق تراست.

### بر اساس شکل سیستم

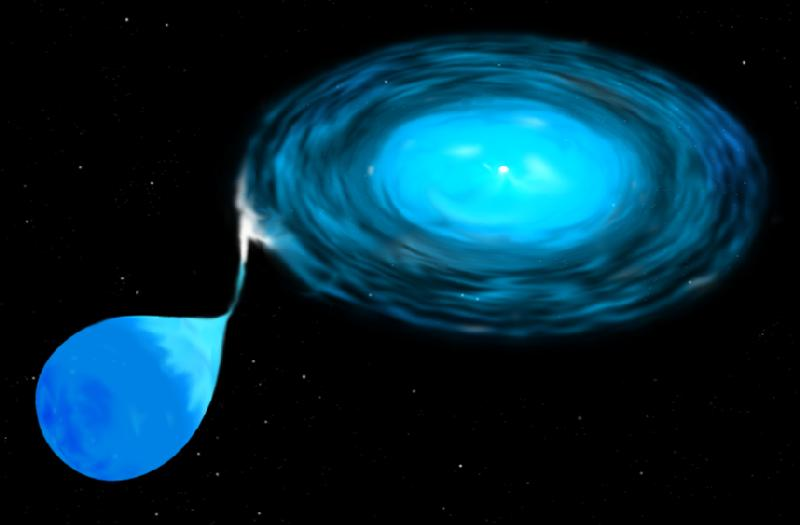
Artist's conception of a cataclysmic variable system.

### انتقال جرم و یک‌پارچگی

پویانمایی از یک دوتایی طیفی به همراه انتقال جرم.

## کاربرد در اخترفیزیک

یک مثال همانند سازی شده از یک ستاره دوتایی، که در آن دو بدن با جرم یکسان درحال گردش به دور یک گرانیگاه مشترک-در مدار‌های بیضوی- هستند.

### نتایج تحقیقات
نتیجه‌گیری بررسی‌های بیشتر مرکز اخترفیزیک هاروارد-اسمیتسونین (۲۰۰۶) بر پایهٔ تحقیقات چارلز لادا برآورد کرده که؛ مغایر با فرض کنونی حدود یک سوم از سیستم‌های ستاره‌ای در کهکشان راه شیری یا دوتایی (باینری) یا چندستاره‌ای هستند، و دو سوم باقی مانده را ستارگان منفرد تشکیل می‌دهند. از آنجا که سیاره‌ها احتمالاً راحت‌تر در پیرامون ستارگان تنها شکل می‌گیرند، سیاره‌ها نیز ممکن است متداول‌تر از آنچه قبلاً تصور شده باشند. این واقعیت که؛ ستارگان بزرگ و درخشانی مانند خورشید بیشتر به صورت دوتایی یا چندستاره‌ای هستند، این تصور را ایجاد کرده‌بود که بیشتر ستارگان جهان چندستاره‌ای هستند، در حالی که تحقیقات جدید پیرامون ستارگان کوچک‌تر و کم‌نورتر و کوتوله‌ها نشان می‌دهد که درصد آن‌ها بیش از ستارگان وابسته به سیستم‌های دوتایی و چندستاره‌ای است.

## مثال‌هایی از ستارگان چندتایی

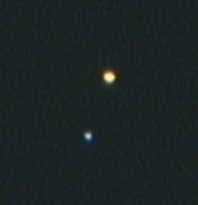
دو ستاره قابل دیدن از مجموعه ستارگان البیرو.